# ザガート・ラプター
ザガート・ラプター (ランボルギーニ・ラプターとも呼ばれる) はザガートがランボルギーニと提携して制作したコンセプトカーである。

## 概要
ラプターは1996年のジュネーブモーターショーで発表された。
ザガートの「ダブルバブル」デザインとキャノピードアが特徴。シャーシはディアブロから流用している。
エンジンとドライブトレインもディアブロから流用している。ABSとトラクションコントロールシステムは取り外し、ホイールはマグネシウム製ホイールを採用。車体にカーボンファイバーを多く使用することで、300kgの軽量化に成功した。
ABSを取り外しているため、ブレーキシステムはディアブロのものよりもアップグレードされている。
インテリアにはアルカンターラが使用されている。
0-100km/hは4秒以下、最高速度は320km/h。
当時ラプターはディアブロとその後継の間を埋めるためのモデルと考えられていたが、ラプターが量産されることはなかった。ラプターを制作したアラン・ウィッキーはザガートの助けを借りてラプターを生産しようと考えたが叶わなかった。
アラン・ウィッキーは2000年までラプターのプロトタイプを所有していたが、その後ジュネーブモーターショーのオークションに出品され、個人の自動車コレクターに購入された。また、2019年のアブダビで開催されたオークションに出品され、108万6250ドル (約1億1622万円)で落札された。

## 参照
- https://octane.jp/articles/detail/4441
- https://intensive911.com/italian-car-brand/lamborghini/186911/